# Aouint Lahna
Aouint Lahna (franska: Aouint Lahna (CR), Aouint Lahna (Commune Rurale), arabiska: الزاك (البلدية)) är en kommun i Marocko.   Den ligger i provinsen Assa-Zag och regionen Guelmim-Oued Noun, i den centrala delen av landet, 700 km söder om huvudstaden Rabat. Antalet invånare är 2 234.